# Michigan City (Dakota del Nord)
Michigan City és una població dels Estats Units a l'estat de Dakota del Nord. Segons el cens del 2000 tenia 345 habitants.

## Demografia
Segons el cens del 2000, Michigan City tenia 345 habitants, 159 habitatges, i 94 famílies. La densitat de població era de 251,3 hab./km².
Dels 159 habitatges en un 27% hi vivien nens de menys de 18 anys, en un 50,3% hi vivien parelles casades, en un 7,5% dones solteres, i en un 40,3% no eren unitats familiars. En el 38,4% dels habitatges hi vivien persones soles el 18,2% de les quals corresponia a persones de 65 anys o més que vivien soles. El nombre mitjà de persones vivint en cada habitatge era de 2,17 i el nombre mitjà de persones que vivien en cada família era de 2,89.
Per edats la població es repartia de la següent manera: un 23,5% tenia menys de 18 anys, un 6,1% entre 18 i 24, un 24,9% entre 25 i 44, un 23,8% de 45 a 60 i un 21,7% 65 anys o més.
L'edat mediana era de 42 anys. Per cada 100 dones de 18 o més anys hi havia 92,7 homes.
La renda mediana per habitatge era de 32.054 $ i la renda mediana per família de 40.833 $. Els homes tenien una renda mediana de 27.250 $ mentre que les dones 16.875 $. La renda per capita de la població era de 16.034 $. Entorn del 4,5% de les famílies i el 8,5% de la població estaven per davall del llindar de pobresa.

## Poblacions més properes
El següent diagrama mostra les poblacions més properes.